# Magyar Mozgókép Díj a legjobb producernek
A Magyar Mozgókép Díj a legjobb producernek elismerés a 2014-ben alapított Magyar Filmdíjak egyike, amelyet a Magyar Filmakadémia (MFA) tagjainak szavazata alapján ítélnek oda egy-egy év magyar filmterméséből legjobbnak tartott producernek.
A díjra történő jelölés nem automatikus; arra azon művek alkotói jöhetnek számításba, amelyeket beneveztek a Magyar Mozgókép Fesztiválra. Nevezni az előző év január 1. és december 31. között moziforgalmazásba került vagy kerülő (forgalmazói szándéknyilatkozattal rendelkező), illetve televíziós csatorna műsorára tűzött, vagy nemzetközi filmfesztiválon versenyben vagy versenyen kívül szerepelt művet lehet.
Miután a Filmakadémia hangmérnök és hangmesteri szekciójának tagjai január 1-je és 31-e között megnézték a benevezett műveket, titkos szavazással választják ki saját szakmájuk öt jelöltjét, akik felkerülnek a jelöltek listájára.
A listát február 1-jén hozzák nyilvánosságra. A jelölt alkotásokat a Magyar Filmhét műsorára tűzik.
A második körben az Akadémia tagjai e szűkített listáról választják ki egy újabb titkos szavazás során a díjra érdemesnek tartott személyt.
Az ünnepélyes díjátadóra Budapesten, a Magyar Filmhetet lezáró gálán kerül sor minden év március elején.

## Díjak és jelölések
A nyertesek a táblázat első sorában, félkövérrel vannak jelölve.
| Év (Gála) | Díjazottak és jelöltek | Megjegyzés        |
| --------- | --- | ----------------- |
| 2024      | - Zákonyi S. Tamás – A nemzet aranyai - Helmeczy Dorottya és Kálomista Gábor – Tündérkert – Kísértések kora - Kisfaludy András és Moharos Attila – Szolgának születtek - Lajos Tamás és Vida Joe – Semmelweis - Szurmay János, Szabó Máté, Romwalter Judit és Tóth Barnabás – Mesterjátszma    | [ 5 ] [ 6 ] [ 7 ] |
| 2025      | - Kirády Attila – Hogyan tudnék élni nélküled? - Helmeczy Dorottya és Kálomista Gábor – S.E.R.E.G. - Lajos Tamás – Ma este gyilkolunk - Szakonyi Veronika Noémi és Vincze Artúr Máté – A boldogság ügynöke - Sümeghy Claudia, Lakos Nóra és Topolánszky Tamás Yvan – Az utolsó lélek az ördögé | [ 8 ] [ 9 ]       |